# البرتغال في الألعاب الأولمبية الصيفية 2016
نافست البرتغال في دورة الألعاب الأولمبية الصيفية 2016 في ريو دي جانيرو، البرازيل، من 05-21 أغسطس 2016. ظهر الرياضيين البرتغاليين في كل دورة من دورات الألعاب الأولمبية الصيفية منذ انطلاقتها في البلاد عام 1912.